# Nebwahib
Nebwahib war ein altägyptischer Bildhauer („Oberster Bildhauer des Amun“), der während der 18. Dynastie zwischen 1550/1490 und 1292 v. Chr. tätig war. Er wirkte wahrscheinlich im oberägyptischen thebanischen Raum. 
Nebwahib ist nur von einer Stele bekannt, die sein Neffe Aacheperkareseneb für dessen Vater, Nebwahibs Bruder, Nebiaut errichtete. Unklar ist dabei, ob es sich um eines der eigenen Werke des Neffen handelte, oder ob er nur der Auftraggeber war. Als „Oberster Bildhauer des Amun“ muss dieser im Raum der Stadt Theben tätig gewesen sein, da sich dort das Hauptkultzentrum des Gottes Amun befand. Nebwahib ist neben seinem Bruder, seinen Neffen Aacheperkareseneb und Ri und weiteren Familienmitgliedern in weiteren Registern dargestellt. Die Datierung in die 18. Dynastie erfolgt unter anderem, weil der Name des Neffen Aacheperkaresenebs den Thronnamen (Aa-cheper-ka-Re) von Thutmosis I. beinhaltet.